# MAN SG 242
Le MAN SG 242 est un autobus articulé construit par MAN et Göppel Bus de 1986 à 1999.

## Histoire
Le MAN SG 242 ou MAN SG 292 apparait en même temps que le MAN SG 242 H et le remplace en 1990. Il s'agit d'un autobus articulé à propulsion (moteur à l'arrière) mais avec un essieu arrière différent de son prédécesseur.
En 1990, le MAN NG 272 apparaît et concurrence le SG 242. La production s'arrête en 1999 et le MAN NG 313 le remplace.

## Caractéristiques techniques
Cet autobus possède 53 ou 61 places assises et 92 places debout.
- Longueur             = 17,400 m
- Largeur              = 2,500 m
- Hauteur              = 2,945 m
- Poids à vide         = 28,000 t